# Tomine Harket
Anna Katarina Tomine Malmquist Harket, coneguda com a Tomine Harket (14 d'abril de 1993) és una cantant i actriu noruega. És filla de l'actriu Camilla Malmquist Harket i del cantant Morten Harket.
Va protagonitzar el musical Annie el 2004 representat a Oslo. L'any següent actuà a Annie 2. Va posar la veu noruega de Stephanie al programa infantil islandès LazyTown el 2004 i el 2013 va doblar la veu noruega d'Ip (La filla gran de la família) a la pel·lícula d'animació Els Croods. Va ser membre del grup pop noruec Fixx, que va ser recopilat per VG i Èlan produccions a l'estiu de 2008. El 2010 va participar en el Melodi Grand Prix 2010 amb "Be Good To Me", però no va passar a la final. Juntament amb Au / Ra, va cantar en la cançó d'Alan Walker "Darkside" el 2018. Per la cançó, els tres van ser nominats al Premi Spellemann 2018 en la classe de la cançó d'aquest any. Va participar en el concurs-competició musical Stjernekamp de la cadena televisiva NRK a la tardor de 2016, del qual va sortir després de l'episodi 7.